# 羽牟正一
羽牟 正一（はむ しょういち、1952年 - ）は、日本の実業家。関西テレビ放送株式会社相談役。

## 来歴
鹿児島県出身。
1976年に早稲田大学法学部を卒業し、関西テレビ放送に入社。スポーツ局長、東京支社長、編成制作局長などを歴任した。2011年にテレビ愛媛に取締役として出向、2014年から代表取締役社長を務めた。2019年、福井澄郎の後任として関西テレビ放送社長に就任。就任の挨拶では「コンテンツ力を高める」ことが地上波テレビ局にとって重要であると述べている。一方、就任前日の6月19日の記者会見では、約1ヶ月前に自局制作番組「胸いっぱいサミット!」で岩井志麻子がヘイトスピーチとも受け取られる発言をした点に関して「認識、配慮に欠けていた放送で視聴者の皆さんに申し訳ない」と謝罪した上で「人権をはじめ放送についてのあらゆる認識において、もう一度再確認しないといけない」とコメントする場面もあった。